# Natação nos Jogos Pan-Americanos de 2007 - 200 m peito feminino
O evento dos 200 m peito feminino nos Jogos Pan-Americanos de 2007 foi realizado no Rio de Janeiro, Brasil, com a final realizada em 22 de julho de 2007.

## Medalhistas
| Ouro   | USA Caitlin Leverenz |
| Prata  | CAN Annamay Pierse   |
| Bronze | USA Keri Hehn        |

## Resultados

### Final
| Posição | Nadadora             | País               | Tempo   | Nota |
| ------- | -------------------- | ------------------ | ------- | ---- |
| 1       | Caitlin Leverenz     | USA Estados Unidos | 2:25.62 |      |
| 2       | Annamay Pierse       | CAN Canadá         | 2:26.79 |      |
| 3       | Keri Hehn            | USA Estados Unidos | 2:28.20 |      |
| 4       | Kathleen Stoody      | CAN Canadá         | 2:31.38 |      |
| 5       | Adriana Marmolejo    | MEX México         | 2:33.05 |      |
| 6       | Agustina de Giovanni | ARG Argentina      | 2:36.02 |      |
| 7       | Tatiane Sakemi       | BRA Brasil         | 2:36.17 |      |
| 8       | Alia Atkinson        | JAM Jamaica        | 2:40.19 |      |